# Busserolles
Busserolles település Franciaországban, Dordogne megyében. Lakosainak száma 505 fő (2022. január 1.). Busserolles Écuras, Roussines, Bussière-Badil, Champniers-et-Reilhac, Maisonnais-sur-Tardoire, Piégut-Pluviers és Saint-Estèphe községekkel határos.

## Népesség
A település népességének változása:
| Lakosok száma | 818  | 616  | 569  | 548  | 528  | 506  | 503  | 506  | 505  | 505  |
|               | 1968 | 1982 | 1990 | 2006 | 2013 | 2015 | 2017 | 2019 | 2020 | 2022 |